# Mario Bergamin
Mario Bergamin (Lenzerheide, 1947) è un ex sciatore alpino svizzero.

## Biografia
Sciatore polivalente originario di Lenzerheide, debuttò in campo internazionale in occasione della Coppa dei Paesi alpini 1965 (Davos, 9-15 febbraio), dove si classificò 35º nella discesa libera e 21º nello slalom speciale; in Coppa del Mondo esordì nella stagione inaugurale del circuito, il 5 febbraio 1967 a Madonna di Campiglio in slalom speciale (27º), conquistò il miglior risultato il 18 gennaio 1970 a Kitzbühel nella medesima specialità (13º) e prese per l'ultima volta il via il 7 febbraio 1971 a Mürren ancora in slalom speciale (22º). Non prese parte a rassegne olimpiche o iridate.

## Palmarès

### Campionati svizzeri
- 1 medaglia (dati parziali):
  - 1 bronzo (slalom speciale[1] nel 1969)